# Une nuit en enfer, la série
Cet article concerne la série télévisée. Pour le film original de Robert Rodriguez, voir Une nuit en enfer. Pour l'adaptation en jeu vidéo, voir Une nuit en enfer (jeu vidéo).
Une nuit en enfer, la série (From Dusk till Dawn: The Series) est une série télévisée américaine en trente épisodes d'environ 45 minutes créée par Robert Rodriguez, diffusée entre le 11 mars 2014 et le 1er novembre 2016 sur la chaîne El Rey ainsi qu'au Canada et en Europe sur Netflix. Elle est éditée en coffret sous le titre : Une nuit en enfer.
Cette série est une adaptation du film Une nuit en enfer de 1996 (La Nuit la plus longue au Québec) réalisé par Robert Rodriguez et écrit par Quentin Tarantino d'après une histoire de Robert Kurtzman. La série développe davantage les histoires des personnages du film : les frères Seth et Richie Gecko, la famille Fuller, ainsi que Santanico Pandemonium.
En France, la série est diffusée depuis le 15 septembre 2014 sur Netflix. Néanmoins, elle reste inédite dans les autres pays francophones.

## Synopsis
Les deux frères criminels Seth et Richard « Richie » Gecko sont recherchés par le FBI et les Texas Rangers, après un braquage sanglant. Alors qu'ils se dirigent vers le Mexique, les deux frères prennent en otage l'ancien pasteur Jacob Fuller et ses deux enfants, Kate et Scott, pour traverser la frontière. Le petit groupe décide alors de s'arrêter un moment dans un club de strip-tease, le Titty Twister.

## Fiche technique
- Titre original : From Dusk till Dawn: The Series
- Titre français : Une nuit en enfer, la série
- Créateur : Robert Rodriguez
- Scénario : Robert Rodriguez, d'après les personnages créés par Robert Kurtzman et Quentin Tarantino
- Musique : Carl Thiel
- Sociétés de production : FactoryMade Ventures, Rodriguez International Pictures et Miramax
- Sociétés de distribution : El Rey, Netflix, Entertainment One
- Langues originales : anglais et espagnol

## Distribution

### Personnages principaux
- D. J. Cotrona (VF : Cédric Dumond) : Seth Gecko
- Zane Holtz (VF : Reda Brissel) : Richard « Richie » Gecko
- Eiza González (VFB : Célia Torrens) : Santànico Pandemonium/Kisa
- Jesse Garcia (VFB : Pierre Lognay): le Texas Ranger Ferdinand « Freddie » Gonzalez
- Madison Davenport (VF : Laëtitia Galy) : Kate Fuller/Amaru
- Brandon Soo Hoo (VF : Brice Montagne) : Scott Fuller
- Jake Busey (VF : Fabrice Colombéro) : Aiden Tanner/Sex Machine (récurrent saison 1, principal saisons 2 et 3)
- Robert Patrick (VFB : Lionel Bourguet) : Jacob Fuller[5] (saison 1)
- Don Johnson (VF : Patrick Poivey) : le Texas Ranger Earl McGraw (saison 1, invité saison 2)
- Samantha Esteban (VF : Julia Hoffman)[6] : Monica Garza (saison 1)
- Wilmer Valderrama (VF : Paolo Domingo) : Don Carlos Madrigal (saisons 1 à 3)
- Danny Trejo (VF : Olivier Piechaczyk) : le Régulateur (saison 2)
- Esai Morales (VF : Félix Lobo) : Amancio Malvado (saison 2)

### Personnages récurrents
- Manuel Garcia-Rulfo (VFB : Gaëtant Wenders) : Narciso Menendez (saison 1 et 2)
- Patrick Davis (VF : Sullivan Da Silva) : Rafa
- Edrick Browne (VF : Thierry Reichmut) : Frost
- Jamie Tisdale (VF : Caty Baccega) : Margaret Gonzalez
- Briana Evigan (VF : Fanny Blanchard) : Sonja Lam (saison 2)
- Emily Rios (VF : Nathalie Pappi) : Ximena Vasconcelos (invitée saison 2, récurrente saison 3)
- Maurice Compte (VF : Patrick Borg) : Brasa (saison 3)
- Ana de la Reguera (VF : Ethel Houbiers) : Venganza Verdugo (saison 3)
- Tom Savini (VF : Gabriel Le Doze) : Burt (saison 3)
- Marko Zaror : Zolo (saison 3)

### Autres
- Adrianne Palicki (VF : Eugénie Anselin) : Vanessa Styles
- Demi Lovato (VFB : Mélissa Windal) : Maia (saison 2, 3 épisodes)
- James Remar (VF : Rémi Barbier) : Ray Gecko, le père de Richard et Seth Gecko
- William Sadler (VF : Daniel Proia) : Big Jim
- Lane Garrison (VFB : Karim Barras) : Pete Bottoms
- Jeff Fahey (VFB : Philippe Résimont) : oncle Eddie (saison 2, 4 épisodes)
- Joseph Gatt : Calavera
- Jere Burns (VF : Guillaume Orsat) : Winchester Greely
- Ana de la Reguera (VF : Ethel Houbiers) : Lord Venganza Verdugo
- Gabrielle Walsh : Manola Jimenez
- Shad Gaspard : Olmeca
- Hemky Madera (VFB : Patrick Descamps) : Celestino Oculto (saison 2, 3 épisodes)
- Chris Browning (en) (VFB : Erwin Grünspan) : Nathan Blanchard (saison 2, 3 épisodes)
- Gary Busey (VF : Michel Vigné) : Prospector (saison 2, 1 épisode)
- Robert Knepper (VF : Christian Visine) : Gary Willet

#### Version française
- Société de doublage : SOUNDTASTIC
- Adaptation : Jean Renaudieu
- Direction artistique : Alexandre Gibert
- Mixage : Aaron Baustert

 Source et légende : version française (VF) sur AlloDoublage et DSD

## Production

### Développement
Le 27 octobre 2015, à la suite de la diffusion de la finale de la deuxième saison, la chaîne annonce le renouvellement de la série pour une troisième saison.

### Tournage
La série est tournée à Los Angeles.

## Épisodes

### Première saison (2014)
1. Pilote (Pilot)
2. Frères de sang (Blood Runs Thick)
3. La Maîtresse (Mistress)
4. La Fuite (Let's Get Ramblin’)
5. À la frontière (Self-Contained)
6. Place des routes abandonnées (Place of Dead Roads)
7. Pandemonium (Pandemonium)
8. La Conquista (La Conquista)
9. Boxman (The Boxman)
10. Les Démons (The Take)

### Deuxième saison (2015)
Le 26 mars 2014, la série a été renouvelée pour une deuxième saison de dix épisodes, diffusée aux États-Unis dès août 2015.
1. La Soirée d'ouverture (Opening Night)
2. En des temps obscurs (In a dark time)
3. L'Attaque de Sex Machine (Attack of the 50 Ft. Sex Machine)
4. Les Protégées de la maison close (The Best Little Horror House In Texas)
5. Liens de sang (Bondage)
6. Contes étranges (Bizarre Tales)
7. Apportez-moi la tête de Santanico Pandemonium (Bring Me the Head of Santanico Pandemonium)
8. La Dernière Tentation de Richard Gecko (The Last Temptation of Richard Gecko)
9. There Will Be Blood (There Will Be Blood)
10. Santa Sangre (Santa Sangre)

### Troisième saison (2016)
Le 27 octobre 2015, la série a été renouvelée pour une troisième saison de dix épisodes, diffuse aux États-Unis et en France dès le 6 septembre 2016.
1. Jeux d'esprit (Head Games)
2. La reine (La Reina)
3. Protéger et servir (Protect and Serve)
4. Les Fanglorious (Fanglorious)
5. Bienvenue à Shady Glen (Shady Glen)
6. Camisole de force (S.O.B.)
7. La Llorona (La Llorona)
8. Rio Sangre (Rio Sangre)
9. Matanzas (Matanzas)
10. Le Côté obscur du soleil (Dark Side of the Sun)

## Clins d'œil et références
Le personnage d'Earl McGraw, incarné ici par Don Johnson, a été tenu par Michael Parks dans deux films de Robert Rodriguez (Une nuit en enfer et Planète Terreur) et dans deux autres de Quentin Tarantino (Kill Bill : Volume 1 et Boulevard de la mort).
Dans l'épisode 3 de la saison 1, Seth Gecko se rend chez Big Kahuna Burger. Cette chaine de restauration rapide fictive a été créée par Quentin Tarantino. Elle est citée par l'acteur Samuel L. Jackson dans le film Pulp Fiction. George Clooney, dans le film Une nuit en enfer, porte un sac sur lequel apparaît le logo. Dans son film, Boulevard de la mort, Tarantino évoque cette marque dans un dialogue prononcé par Kurt Russell. Quant Seth Gecko quitte le restaurant on peut voir sur le comptoir une affichette pour le menu "Special Agent Utah" qui est le nom du personnage principal du film "Point Break" de Kathryn Bigelow.
Robert Patrick, qui incarne ici Jacob Fuller, interprétait Buck dans Une nuit en enfer 2 : Le Prix du sang sorti en 1999.
Dans le sixième épisode de la première saison, on peut entendre la chanson Malagueña Salerosa de Chingón, le groupe du réalisateur Robert Rodriguez. Elle était avant cela présente dans Kill Bill : Volume 2 de Quentin Tarantino, ami de Robert Rodriguez.
Dans l'épisode 4 de la saison 3, Richard présente au gérant de la station (interprété par Tom Savini) une fausse carte indiquant qu'il peut acheter du cannabis à but thérapeutique. Sur cette fausse carte se trouve comme photo d'identité la photo de Quentin Tarantino qui a été utilisé dans le film Une nuit en Enfer pour illustrer la recherche des frères Gecko dans le journal télévisé.
Dans ce même épisode a lieu la rencontre entre le Sex Machine du film et celui de la série.

## DVD
Une Nuit en Enfer-Saison 1 (ASIN B00RC3MJ9S), l'audio est en français et en anglais
Une Nuit en Enfer-Saison 2 (ASIN B0169E48WQ), l'audio est en français et en anglais
La saison 3 reste inédite en DVD